# Le Bouchet-Saint-Nicolas
Le Bouchet-Saint-Nicolas é uma comuna francesa na região administrativa de Auvérnia-Ródano-Alpes, no departamento de Alto Loire. Estende-se por uma área de 18,92 km². Em 2010 a comuna tinha 289 habitantes (densidade: 15,3 hab./km²).

## Link
- Le Bouchet Saint Nicolas